# Thomas Swann (wioślarz)
Thomas Swann (ur. 15 października 1987 r. w Echuca) – australijski wioślarz.

## Osiągnięcia
- Mistrzostwa Świata U-23 – Glasgow 2007 – czwórka podwójna – 3. miejsce[1].
- Mistrzostwa Świata – Poznań 2009 – ósemka – 7. miejsce[1].